# مازدا تشانتيز
مازدا تشانتيز (بالإنجليزية: Mazda Chantez)‏ هي سيارة ببابين صنعت من قبل شركة مازدا بين يوليو 1972 وأبريل 1976.

تمتلك السيارة قاعدة إطارات 2.200 ميللي متر (8.66 إنش) وهي الأطول بين منافسيها، وذلك مع محرك قوي ثنائي الأشواط AA وهو موجود أيضًا في نموذج مازدا بورتر.
يأتي الاسم من الفعل الفرنسي «شانتيه» والذي يعني «أن تغني».